# Неа Триглия
Неа Триглия или Суфлар (на гръцки: Νέα Τρίγλια, до 1926 година Σουφλάρ, Суфлар) е село в Егейска Македония, Гърция, в дем Неа Пропонтида, административна област Централна Македония. Неа Триглия има население от 2905 души (2001).

## География
Неа Триглия е разположено в югозападния край на Халкидическия полуостров.

## История

### В Османската империя
Северно от селото е разположена Неатриглийската кула.
В ΧΙΧ век Суфлар е село в каза Касандра на Османската империя. Църквата „Свети Атанасий“ е от втората половина на XIX век.
Александър Синве („Les Grecs de l’Empire Ottoman. Etude Statistique et Ethnographique“) в 1878 година пише, че в Софолари (Sofolari), Касандрийска епархия, живеят 240 гърци. Към 1900 година според статистиката на Васил Кънчов („Македония. Етнография и статистика“) в Суфларъ (Софиларъ) живеят 150 жители гърци християни.

### В Гърция
В 1912 година, по време на Балканската война, в Суфлар влизат гръцки части и след Междусъюзническата война в 1913 година остава в Гърция. В 1922 година в селото са заселени бежанци от Мала Азия. В 1926 година е прекръстено на Неа Триглия (Нова Триглия).
| Име                   | Име         | Ново име  | Ново име  | Описание                               |
| --------------------- | ----------- | --------- | --------- | -------------------------------------- |
| Гьол                  | Γκιόλ Λόφος | Лофос     | Λόφος     |                                        |
| Кирмизади             | Κιρμιζάδι   | Кокинопо  | Κοκκινωπό | възвишение на С от Неа Триглия (216 m) |
| Бостаниес             | Μποστανιές  | Пепониес  | Πεπονιές  | местност на С от Неа Триглия           |
| Мерджали или Мерджани | Μέρτζανι    | Аплома    | Άπλωμα    | местност на С от Неа Триглия           |
| Чал тепе              | Τσάλ Ντερέ  | Кладорема | Κλαδόρεμα |                                        |
| Коз Бера              | Κόζ Μπέρα   | Воскес    | Βοσκές    | местност на ЮЗ от Неа Триглия          |